# Ritchie Valens

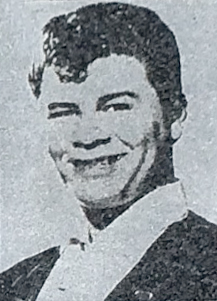
Ritchie Valens

Ritchie Valens (* 13. Mai 1941 als Richard Steven Valenzuela in Pacoima, Los Angeles; † 3. Februar 1959 bei Clear Lake, Iowa) war ein US-amerikanischer Rock-’n’-Roll-Musiker mit mexikanischen Wurzeln. Er kam mit seinen Musikerkollegen Buddy Holly und The Big Bopper bei einem Flugzeugabsturz ums Leben. Der Tag des Flugzeugabsturzes wurde von Don McLean in American Pie als The Day the Music Died („Der Tag, an dem die Musik starb“) besungen.

## Herkunft und Karriere
Valens stammte aus armen Verhältnissen und verdiente sein Geld (gemeinsam mit seiner Mutter) als Erntehelfer (Saisonarbeit). Sein Halbbruder Robert „Bob“ Morales saß lange Zeit im Gefängnis und wurde, vor allem durch Valens Erfolg, eifersüchtig auf ihn und alkoholkrank.
Zu den bekanntesten Hits in der kurzen Karriere von Ritchie Valens gehören Come On, Let’s Go, Donna und La Bamba. 1987 wurde sein Leben unter dem Titel La Bamba verfilmt, die Hauptrolle übernahm Lou Diamond Phillips. In dem Film spielte unter anderem Valens’ Mutter eine Nebenrolle. Im Jahre 2001 wurde er in die Rock and Roll Hall of Fame aufgenommen und ihm ist ein Stern auf dem Hollywood Walk of Fame gewidmet.
Valens hat mit La Bamba (1958) auf Platz 354 den einzigen nicht englischsprachigen Song in der Liste der 500 besten Songs aller Zeiten von dem US-Magazin Rolling Stone aus dem Jahr 2010.

## Tod bei Flugzeugabsturz

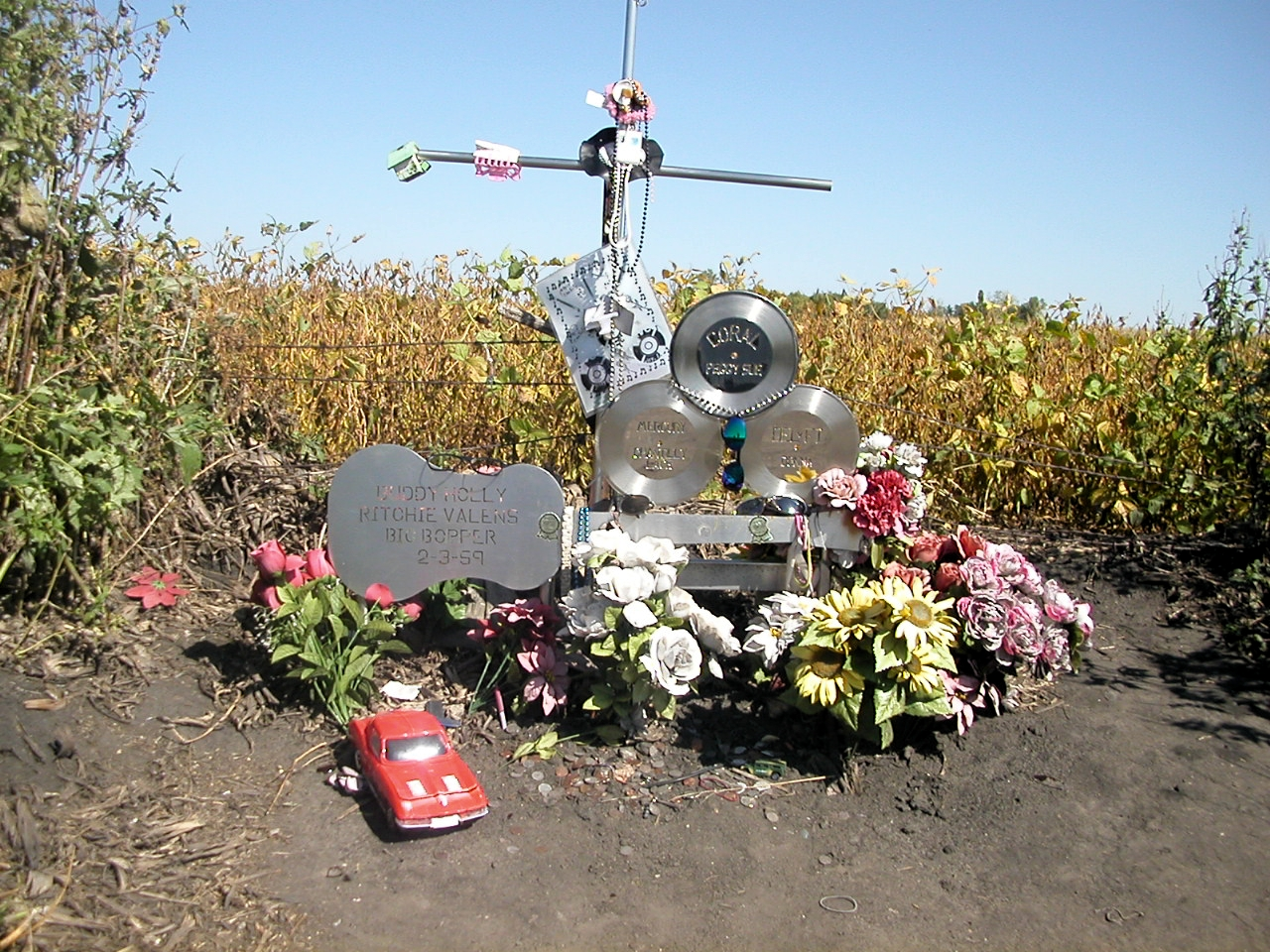
Denkmal an der Absturzstelle bei Mason City

Anfang 1959 war der erst 17-jährige Ritchie Valens mit anderen Künstlern auf einer Tournee. Bei dieser Tournee fiel im Tourbus mehrfach die Heizung aus, bis dieser dann schließlich ganz liegen blieb. Valens zog sich in der Nacht vor seinem letzten Konzert eine Erkältung zu, weshalb er Buddy Hollys Gitarristen Tommy Allsup bat, ihm seinen Platz im Flugzeug zu überlassen. Allsup ließ darüber einen Münzwurf entscheiden. Valens gewann und stieg an Bord des Flugzeugs, obwohl er unter Flugangst litt. Nach dem Konzert am Abend in Clear Lake, Iowa, stürzte das Flugzeug am 3. Februar nur wenige Minuten nach dem Start aufgrund eines Schneesturms ab. Mit Valens starben seine Tourkollegen Buddy Holly, The Big Bopper (J. P. Richardson) sowie der Pilot Roger Peterson. Valens Familie erfuhr von dem Flugzeugabsturz aus dem Radio. Er wurde drei Tage nach dem Unglück in seiner Heimatstadt beigesetzt. Valens wollte seine Highschool-Liebe Donna Ludwig (welcher der Song Donna gewidmet ist) heiraten.

## Diskografie

### Studioalben
| Jahr | Titel          | Höchstplatzierung, Gesamtwochen, AuszeichnungChartsChartplatzierungen (Jahr, Titel, Platzierungen, Wochen, Auszeichnungen, Anmerkungen) | Anmerkungen                |
| Jahr | Titel          | US | Anmerkungen                |
| ---- | -------------- | --- | -------------------------- |
| 1959 | Ritchie Valens | US23 (9 Wo.)US | Erstveröffentlichung: 1959 |

Weitere Studioalben
- 1959: Ritchie
- 1987: La Bamba

### Livealben
- 1960: In Concert at Pacoima Jr. High

### Kompilationen
| Jahr | Titel                      | Höchstplatzierung, Gesamtwochen, AuszeichnungChartsChartplatzierungen (Jahr, Titel, Platzierungen, Wochen, Auszeichnungen, Anmerkungen) | Anmerkungen                       |
| Jahr | Titel                      | US | Anmerkungen                       |
| ---- | -------------------------- | --- | --------------------------------- |
| 1987 | The Best of Ritchie Valens | US100 (10 Wo.)US | Erstveröffentlichung: August 1987 |

Weitere Kompilationen
- 1963: Ritchie Valens & Jerry Kole (Splitalbum, mit Jerry Kole)
- 1963: The Original La Bamba
- 1963: Memorial Album: His Greatest Hits
- 1963: The Original Ritchie Valens
- 1964: La Bamba: His Greatest Hits Vol #2
- 1967: I Remember: His Greatest Hits
- 1970: Ritchie Valens
- 1976: The Story of Rock and Roll (nur DE; Reissue von Memorial Album, 1963)
- 1981: I Remember Ritchie Valens: His Greatest Hits (nur DE; Reissue von Memorial Album, 1963)
- 1981: The History of Ritchie Valens (Box mit 3 LPs)
- 1981: The Best of Ritchie Valens
- 1987: Greatest Hits
- 1987: La Bamba: The Original Ritchie Valens Story
- 1987: La Bamba ’87 and Other Great Rock n’ Roll Classics
- 1990: Hits and Other Favorites
- 1992: The Best of Ritchie Valens
- 1993: The Ritchie Valens Story
- 1995: Rockin’ All Night: The Very Best of Ritchie Valens
- 1995: The Very Best of …
- 1998: Come On, Let’s Go! (Box mit 3 CDs)
- 2003: Greatest Hits
- 2004: La Bamba and Other Hits
- 2011: La Bamba: The Definitive Collection (2 CDs)

### Singles
| Jahr | Titel Album                           | Höchstplatzierung, Gesamtwochen, AuszeichnungChartplatzierungen (Jahr, Titel, Album, Platzierungen, Wochen, Auszeichnungen, Anmerkungen) | Höchstplatzierung, Gesamtwochen, AuszeichnungChartplatzierungen (Jahr, Titel, Album, Platzierungen, Wochen, Auszeichnungen, Anmerkungen) | Höchstplatzierung, Gesamtwochen, AuszeichnungChartplatzierungen (Jahr, Titel, Album, Platzierungen, Wochen, Auszeichnungen, Anmerkungen) | Anmerkungen |
| Jahr | Titel Album                           | UK | US | R&B | Anmerkungen |
| ---- | ------------------------------------- | --- | --- | --- | --- |
| 1958 | Come On, Let’s Go Ritchie Valens      | — | US42 (13 Wo.)US | R&B27 (1 Wo.)R&B | Erstveröffentlichung: August 1958 |
| 1958 | Donna Ritchie Valens                  | UK29 (1 Wo.)UK | US2 (23 Wo.)US | R&B11 (10 Wo.)R&B | Erstveröffentlichung: November 1958 Platz 158 der Songs of the Century (RIAA, Liste 2001)                                                                    |
| 1959 | La Bamba Ritchie Valens               | UK49 (4 Wo.)UK | US22 (15 Wo.)US | — | B-Seite von Donna Platz 158 der Songs of the Century (RIAA, Liste 2001) Platz 354 der Rolling Stone 500 (Liste 2010) Charteintritt in UK erst im August 1987 |
| 1959 | That’s My Little Suzie Ritchie Valens | — | US55 (8 Wo.)US | — | Erstveröffentlichung: März 1959 |
| 1959 | Little Girl Ritchie                   | — | US92 (2 Wo.)US | — | Erstveröffentlichung: Mai 1959 B-Seite von We Belong Together                                                                                                |

Weitere Singles
- 1959: Fast Freight
- 1959: We Belong Together
- 1959: Stay Beside Me
- 1960: Paddiwack Song
- 1987: La Bamba ’87